# Переделка
Переделка — река в России, протекает по Бутурлинскому и Княгининскому районам Нижегородской области. Устье реки находится в 0,1 км по правому берегу реки Берёзовка. Длина реки составляет 13 км, площадь водосбора 42,6 км².
Исток реки западнее села Крутец (Каменищенский сельсовет, Бутурлинский район) в 14 км к северо-востоку от посёлка Бутурлино. Река течёт на северо-восток, протекает село Крутец (Бутурлинский район) и деревни Ивановка и Старая Берёзовка (Княгининский район). Впадает в Берёзовку на южных окраинах села Урга всего в 100 метрах выше впадения самой Берёзовки в Ургу.
В нижнем течении река Переделка представляет собой медленно текучий водоём, обильно поросший водной растительностью и сильно заиленный. Берега открытые, используются под выпас скота.

## Данные водного реестра
По данным государственного водного реестра России относится к Верхневолжскому бассейновому округу, водохозяйственный участок реки — Сура от устья реки Алатырь и до устья, речной подбассейн реки — Сура. Речной бассейн реки — (Верхняя) Волга до Куйбышевского водохранилища (без бассейна Оки).
Код объекта в государственном водном реестре — 08010500412110000040155.